# PGC 1361437
LEDA/PGC 1361437 ist eine Zwerggalaxie im Sternbild Fische auf der Ekliptik. Sie ist schätzungsweise 3 Millionen Lichtjahre von der Milchstraße entfernt. Vom Sonnensystem aus nähert sich das Objekt mit einer errechneten Radialgeschwindigkeit von näherungsweise 14 Kilometern pro Sekunde.
Im selben Himmelsareal befinden sich unter anderem die Galaxien NGC 502, PGC 4994, PGC 4995, PGC 87283.